# Nagyar, Szabolcs-Szatmár-Bereg
Nagyar  este un sat în districtul Fehérgyarmat, județul Szabolcs-Szatmár-Bereg, Ungaria, având o populație de 723 de locuitori (2011). 

## Demografie
Componența etnică a satului Nagyar
     Maghiari (85,83%)
     Romi (14,17%)
Componența confesională a satului Nagyar
     Reformați (62,1%)
     Fără religie (12,03%)
     Romano-catolici (3,87%)
     Greco-catolici (1,94%)
     Necunoscută (20,06%)
     Alte religii (4,15%)
Conform recensământului din 2011, satul Nagyar avea 723 de locuitori. Din punct de vedere etnic, majoritatea locuitorilor (85,83%) erau maghiari, cu o minoritate de romi (14,17%).  Din punct de vedere confesional, majoritatea locuitorilor (62,1%) erau reformați, existând și minorități de persoane fără religie (12,03%), romano-catolici (3,87%) și greco-catolici (1,94%). Pentru 20,06% din locuitori nu este cunoscută apartenența confesională.